# Isômeros spin do hidrogênio
Cada molécula de hidrogênio (H2) consiste de dois átomos de hidrogênio ligados por uma ligação covalente. Se for negligenciado os traços de deutério e trítio que podem estar presentes, cada átomo de hidrogênio consiste de um próton e um elétron. O próton possui um momento magnético associado, o qual pode ser tratado como sendo gerado pelo spin do próton. Os spins dos dois núcleos de hidrogênio podem se ligar para formar um estado triplo (I = 1, α1α2, α1β2 + β1α2, or β1β2 for which MI = 1, 0, -1 respectivamente – isto é o orto-hidrogênio) ou para formar um estado singular (I = 0, α1β2 – β1α2  MI = 0 – isto é o para-hidrogênio). A taxa entre as formas orto- e para- é de aproximadamente 3:1 nas condições normais de temperatura e pressão - um reflexo da taxa de degeneração do spin, mas se o equilíbrio térmico entre as duas formas for estabelecido, a forma para- domina em temperaturas baixas (aprox. 99.95% em 20 K). Outras moléculas e grupos funcionais contendo dois átomos de hidrogênio, como a água e metileno, também possuem as formas orto- e para-, ainda que suas taxas difiram daquelas da molécula de di-hidrogênio.